# Сегре, Лилиана
Лилиана Сегре (итал. Liliana Segre; род. 10 сентября 1930, Милан) — итальянский общественный и политический деятель. Пережила в детстве заключение в концлагере «Освенцим». Пожизненный сенатор Италии (с 2018).

## Биография
Родилась 10 сентября 1930 года в Милане. Дочь Альберто Сегре и Лучии Фолиньо. Мать умерла, когда Лилиане ещё не исполнился год. 
После принятия в Италии в 1938 году расовых законов была вынуждена в 8-летнем возрасте оставить среднюю школу. 7 декабря 1943 года пыталась вместе с отцом и другими родственниками бежать в Швейцарию, но все были схвачены жандармами кантона Тичино и депортированы на территорию Итальянской социальной республики, где были арестованы. 
30 января 1944 года 13-летняя Лилиана вместе с Альберто Сегре была отправлена с миланского вокзала в концлагерь Освенцим, где была помещена в женский сектор и больше никогда не видела отца (он погиб 27 апреля 1944 года. 18 мая 1944 года арестованы бабушка и дедушка Лилианы по отцу, 30 июня 1944 года также доставлены в Освенцим и в тот же день убиты). В Освенциме Сегре получила номер 75190, вытатуированный у неё на запястье, и около года работала на предприятии Union, принадлежавшем концерну Siemens. 
27 января 1945 года ввиду наступления советских войск нацистские власти отправили 56 тысяч заключённых Освенцима пешком в другие концлагеря. Сегре была помещена в женский лагерь Равенсбрюк, затем — в Мальхов, из которого была освобождена советскими войсками 1 мая 1945 года. В августе того же года вернулась в Милан. Сегре вошла в число 25 выживших из 776 итальянских детей младше 14 лет, отправленных в «Освенцим».
После войны жила в Милане с бабушкой и дедушкой по матери. Летом 1948 года на морском курорте в Пезаро познакомилась с убеждённым католиком Альфредо Белли Пачи, в недавнем прошлом одним из 600 тысяч итальянских солдат, отказавшихся идти на службу в вооружённые силы Итальянской социальной республики и оказавшихся в немецких лагерях военнопленных, а в тот момент — практикантом в одном из болонских адвокатских бюро. Они поженились в 1951 году. У них было трое детей. Спустя годы Сегре овдовела.
В 1990 году, после 45 лет, молчания она стала рассказывать о пережитом в детстве учащимся миланских школ, со временем обретя общенациональную известность.
19 января 2018 года президент Италии Серджо Маттарелла назначил Лилиану Сегре пожизненным сенатором.
7 ноября 2019 года было принято решение о предоставлении сенатору Сегре полицейской охраны ввиду появления в интернете нескольких сотен угроз антисемитского характера в её адрес, поводом для которых стало принятие парламентом Италии по инициативе Сегре решения об учреждении чрезвычайной комиссии по противодействию всем формам расизма, антисемитизму, призывам к ненависти и насилию по этническим и религиозным мотивам (при голосовании за этот законодательный акт в обеих палатах парламента фракции Лиги Севера, Вперёд, Италия и Братьев Италии воздержались).
15 апреля 2021 года в 90-летнем возрасте Сегре была избрана председателем Чрезвычайной комиссии Сената по противодействию проявлениям нетерпимости, расизма, антисемитизма и разжигания ненависти.

## Награды
- Командор Ордена «За заслуги перед Итальянской Республикой» (29 ноября 2004)[10].

## Признание
- Золотая медаль признания провинции Милан (2005)[3].
- Диплом Honoris causa по праву университета Триеста (27 ноября 2008)[3].
- Диплом Honoris causa по педагогике университета Вероны[итал.] (15 декабря 2010)[3].
- Докторская степень Honoris causa по гуманитарным транскультурным наукам университета Бергамо (2019)[11].